# Frères Merian
Frères Merian war ein Schweizer Unternehmen mit Sitz in Basel, welches 1788 gegründet und 1831 aufgelöst wurde. Es war im internationalen Grosshandel und in Bankgeschäften tätig.

## Die Geschäftstätigkeit
Die Brüder Christoph Merian-Hoffmann (1769–1849, Vater des Christoph Merian-Burckhardt) und Johann Jakob Merian-Merian (1768–1841) gründeten 1788 die Firma Frères Merian mit Sitz in Basel. Neben den beiden Brüdern war Theodor von Speyr (1780–1847) ab 1803 dritter Teilhaber mit Prokura und ab 1810 gleichberechtigter Partner. Speyr gab die Partnerschaft bei Frères Merian 1814 wieder ab, blieb aber weiterhin in enger geschäftlicher Beziehung mit der Familie Merian. (Er behielt die Prokura, verwaltete das Vermögen von Christoph Merian-Burckhardt und gründete 1816 zusammen mit einem Sohn Johann Jakobs die Firma Merian & von Speyr, die schliesslich 1912 als Speyr & Cie. im Schweizerischen Bankverein aufging). Am 30. März 1831 stellten die Brüder Merian die Geschäftstätigkeit ihrer Firma ein, die Liquidation dauerte noch bis in die Mitte der 1840er Jahre an. Die Firmenakten wurden wahrscheinlich nach dem Tod der Witwe von Christoph Merian-Burckhardt (1886) vernichtet.
Die Frères Merian gehörten zum Typus der Risiko- und Spekulationshandlung, die sich im Ancien Régime entwickelt hatte, und waren an der Wende vom 18. zum 19. Jahrhundert der grösste Schweizer Akteur dieser Art. Einerseits tätigte die Firma Bankgeschäfte, anderseits war sie auch stark im überseeischen Grosshandel engagiert. Die ungewöhnliche kommerzielle Erfolg der Frères Merian (Christoph Merian-Hoffmann hielt man für den vermögendsten Schweizer seiner Zeit und nannte ihn den «reichen Merian») rührte von exzellenten Geschäftsverbindungen in ganz Europa her, dank der sie stets über beste wirtschaftliche und politische Informationen für ihre Geschäftspolitik verfügten.

## Handel in napoleonischer Zeit
Während der ersten zwei Jahrzehnte lag der Schwerpunkt von Frères Merian beim kapitalintensiven An- und Verkauf von Textilien und Kolonialwaren. Das für die Frères Merian gewinnträchtigste und wichtigste Handelsgut waren Baumwolle beziehungsweise Baumwollstoffe für die Textilindustrie Europas, deren starkes Wachstum seit Mitte des 18. Jahrhunderts nicht zuletzt auf die Freigabe des französischen Marktes für die überaus beliebten Indiennes und die Umstellung von der früheren Handspinnerei auf die mechanisierte Massenproduktion zurückging. Die Frères Merian belieferten in grossem Stil Spinnereien mit Rohbaumwolle, die sie an den Handelsplätzen (vor allem in Seehäfen) in Massen einkauften, und führten auch fertige Baumwollstoffe (Weisswaren, «Toiles de l'Inde», «Calico») als Druck- und Stickböden sowie Farbstoffe (Indigo, Quercitron) schweizerischen und ausländischen Indienne- und Stickereibetrieben zu.
Die Betätigung der Frères Merian im internationalen Grosshandel fiel in die Zeit von Französischer Revolution und in die napoleonische Epoche, als der Warentransport durch die Koalitionskriege stark erschwert war und vor allem die wichtigen englischen Kolonialimporte ausfielen, wenn man sie nicht mittels Schmuggels oder Schleichhandels bewerkstelligte. Da sie die französischen Zollbestimmungen und ab 1806 die Kontinentalsperre unterlief, kam die Firma mehrmals mit den Behörden in Konflikt (unter anderem in der Neuenburger Affäre, infolge der die Brüder Merian sogar kurzfristig inhaftiert wurden). Zwar waren mit den halb- und illegalen Geschäften riesige Gewinne möglich, doch 1810 erklärte die Firma, den Grosshandel auf eigene Kosten aufzugeben. Dieser Entschluss war das Resultat immer schärferer Kontrollen und zunehmender Verfolgungen, die die Schweizer Wirtschaft in eine tiefe Krise stürzten. 1811, als die Frères Merian bereits völlig auf das Bankgeschäft umgestiegen waren, mussten in Basel nicht weniger als 17 zum Teil bedeutende Handelsfirmen den Bankrott erklären.
Das Unternehmen spannte in den folgenden zwei Jahrzehnten ein weites Netz von kleinen und grossen Privatdarlehen sowie von Geldanlagen, besonders in Mülhausen und überhaupt im Oberelsass. Ihr bereits 1804 begonnener massiver Kapitalexport zugunsten von Indienne-Fabriken, Baumwollspinnereien und ähnlichen Betrieben trug wesentlich zum Aufschwung der Textilindustrie in und um Basel bei. Die Auflösung des Geschäfts 1831 war die Folge davon, dass die Brüder schliesslich mehr und mehr als Einzelpersonen agieren konnten, da sie für blosse Finanzbeteiligungen nicht mehr so grosse Kapitalien wie für den Warenhandel gemeinsam aufbringen mussten.

## Der transatlantische Dreieckshandel
Die Natur der bis 1810 getätigten Geschäfte brachte es mit sich, dass die Frères Merian auch in Berührung mit dem transatlantischen Dreieckshandel kamen, bei dem in einem geschlossenen Kreislauf erst europäische Fertigwaren (wie Baumwollkleider oder Schnaps) nach Afrika, dann afrikanische Sklaven in die Karibik und zuletzt karibische Rohwaren (wie Baumwolle oder Zucker) nach Europa geliefert wurden.
Im 19. Jahrhundert war man sich der Investitionen von einigen Basler Handelshäusern in Sklavenschiffe noch weithin bewusst, und Mutmassungen wurden schon damals über das Vermögen der Frères Merian und dessen mögliche Herkunft aus dem Dreieckshandel angestellt. Als Hinweis darauf konnte man die enge Verbindung des Sohnes Christoph Merian-Burckhardt und seiner Gattin Margaretha mit dem Basler Pietismus und zur 1815 gegründeten Basler Mission verstehen; deren missionarische Arbeit in Afrika wie auch die anderer Missionsgesellschaften betrachtete man als eine Art Wiedergutmachung für den von Europäern initiierten und kontrollierten Menschenhandel; je frommer und pietistischer sich Nachfahren von Handelsherren des 18. Jahrhunderts gaben – und das traf für Christoph und Margaretha Merian-Burckhardt in hohem Mass zu –, umso verdächtiger schien ihr Erbe zu sein.
Archivarische Forschungen haben ergeben, dass die Frères Merian zumindest über die kommerziellen Möglichkeiten des Sklavenhandels im Bilde sein wollten; Informationen lieferte einer ihrer wichtigsten französischen Partner, die 1792 bis 1815 existente Firma Bourcard Fils & Cie. in Nantes. Mit dieser Firma handelten die Frères Merian alles, was im damaligen Fernhandel üblich war: aus Amerika und Asien Rohbaumwolle, weisse Baumwolltücher, gelben Baumwollstoff, Gummi, Farbhölzer, Gewürze – und natürlich Zucker aus der Karibik. Während der Zeit der gegenseitigen Geschäftsbeziehungen rüstete Bourcard Fils & Cie. auch mindestens ein Sklavenschiff aus, das die Frères Merian aber wahrscheinlich nicht mitfinanzierten. Eine direkte Beteiligung der Frères Merian am eigentlichen Sklavenhandel ist aus den Akten ihrer Geschäftspartner nicht hervorgegangen.